# 停车换乘

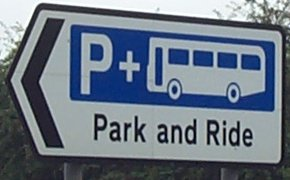
英国牛津的一处停车换乘服务指示牌

停车换乘（英語：Park and ride），常被简称为P+R，是公共交通服务的一种，该服务将公共交通与停车场联系在一起，使乘客离开自己的私家车，改為利用城市公共交通，例如、城市轨道交通或通勤铁路。乘客一般在白天将车辆停放在P+R停车场後换乘公共交通，夜间再乘坐公共交通返回停车场，将车辆取回。停车换乘服务一般被设置在城市的郊区或者大型城市圈的外围，用于截留进入城区的车辆以减小城区的交通拥堵状况。
停车换乘的优点也是有局限的。地铁或铁路周围的用地以往十分宝贵，而停车场并不是最有效率的用地。常见解决方法有，移动停车场，用建筑物包围停车场（减少对景观的影响），建造多层停车场和和其他建筑物公用停车场设施。